# Peter Pan (album d'Ultimo)
Pour les articles homonymes, voir Peter Pan (homonymie).
Albums de Ultimo
Pianeti
(2017) Colpa delle favole
(2019)
Singles
1. Il ballo delle incertezze
Sortie : 8 décembre 2017
2. Poesia senza veli
Sortie : 25 mai 2018
3. Cascare nei tuoi occhi
Sortie : 14 septembre 2018
4. Ti dedico il silenzio
Sortie : 14 décembre 2018

Peter Pan est le deuxième album studio de l'auteur-compositeur-interprète italien Ultimo. Publié le 9 février 2018, il contient 16 titres. La date de sa sortie coïncide avec le jour où l'artiste remporte la catégorie Nuove Proposte lors du Festival de Sanremo 2018 avec Il ballo delle incertezze. L'album se classe alors immédiatement en 4e place du classement de la Federazione Industria Musicale Italiana (FIMI). Il atteindra la première place un an plus tard.
Cet album est, en juillet 2024, le plus certifié de l'artiste, ayant atteint le sextuple disque de platine en Italie ce même mois. Six singles en sont tirés, dont sa chanson victorieuse à Sanremo Il ballo delle incertezze. En août 2024, onze des seize titres ont reçu une certification, allant du disque d'or au triple disque de platine.

## Présentation
Après sa participation à Sarà Sanremo en décembre 2017 et sa qualification pour le Festival de Sanremo 2018 avec Il ballo delle incertezze, Ultimo annonce la sortie et la tracklist de son deuxième album le 24 janvier 2018. Le 9 février 2018, alors que le chanteur l'emporte dans la catégorie Nuove Proposte lors du Festival de Sanremo 2018, l'album est publié. Il compte 16 titres, écrits et composés par le chanteur lui-même.
Trois titres supplémentaires seront extraits en singles : Poesia senza veli, Cascare nei tuoi occhi et Ti dedico il silenzio. Les quatre singles de cet album reçoivent des certifications en platine : double pour Poesia senza veli et triple pour les trois autres.
L'album lui recevra un nombre croissant de certifications, recevant son disque d'or le 23 avril 2018, progressant avec les années jusqu'à son sextuple disque de platine en juillet 2024,.

## Pistes
Toutes les chansons sont écrites et composées par Niccolò Moriconi (Ultimo).
| 1.    | Buon viaggio                        | 3:11 |
| 2.    | Canzone stupida                     | 3:56 |
| 3.    | La stella più fragile dell'universo | 3:46 |
| 4.    | Cascare nei tuoi occhi              | 3:46 |
| 5.    | Poesia senza veli                   | 3:38 |
| 6.    | Il ballo delle incertezze           | 3:23 |
| 7.    | Peter Pan (Vuoi volare con me?)     | 3:46 |
| 8.    | Dove il mare finisce                | 3:20 |
| 9.    | Le stesse cose che facevo con te    | 3:12 |
| 10.   | Ti dedico il silenzio               | 3:54 |
| 11.   | Domenica                            | 3:10 |
| 12.   | Vorrei soltanto amarti              | 2:58 |
| 13.   | Il vaso                             | 4:12 |
| 14.   | La casa di un poeta                 | 3:31 |
| 15.   | Farfalla bianca                     | 3:15 |
| 16.   | Forse dormirai                      | 3:58 |
| 56:56 |                                     |      |

## Classements et certifications
| Pays          | Meilleure position | Ref.   |
| ------------- | ------------------ | ------ |
| Italie (FIMI) | 1                  | [ 10 ] |

| Année | Pays          | Position | Ref.   |
| ----- | ------------- | -------- | ------ |
| 2018  | Italie (FIMI) | 7        | [ 13 ] |
| 2019  | Italie (FIMI) | 4        | [ 14 ] |
| 2020  | Italie (FIMI) | 29       | [ 15 ] |
| 2021  | Italie (FIMI) | 69       | [ 16 ] |
| 2022  | Italie (FIMI) | 72       | [ 17 ] |
| 2024  | Italie (FIMI) | 96       | [ 18 ] |

| Pays          | Certifications | Ref.   |
| ------------- | -------------- | ------ |
| Italie (FIMI) | 6 × Platine    | [ 10 ] |